# فیسک (آیووا)
فیسک (به انگلیسی: Fisk) یک منطقهٔ مسکونی در ایالات متحده آمریکا است که در آیووا واقع شده‌است. فیسک ۳۹۸٫۹۹ متر بالاتر از سطح دریا قرار دارد.